# Romain Racine
Romain Racine (7 de enero de 1997) es un deportista francés que compite en ciclismo en la modalidad de BMX. Ganó una medalla de bronce en el Campeonato Europeo de Ciclismo BMX de 2023, en la carrera individual.

## Palmarés internacional
| Campeonato Europeo | Campeonato Europeo | Campeonato Europeo | Campeonato Europeo |
| Año                | Lugar              | Medalla            | Competición        |
| ------------------ | ------------------ | ------------------ | ------------------ |
| 2023               | Besanzón (Francia) | Medalla de bronce  | Carrera            |